# Уел
Уел (Уил, тат. Уел, баш. Уйыл) — старинная башкирская и татарская народная песня, в жанре узун-кюй. Ладовая основа песни — ангемитонная пентатоника. В напевах обычно через общий звук соединяются разные по строению бесполутоновые 5-ступенные звукоряды. В старинных напевах преобладают бестерцовые разновидности лада, в более поздних и современных — терцовые, создающие ощущение мажора или минора.

## История
Мелодия песни «Уел» впервые была записана музыковедом и фольклористом, сотрудником сектора национальной культуры нового Комплексного НИИ Башкирии И. В. Салтыковым в 1920-е годы. Впоследствии мелодия была включена в его рукописный сборник под названием «Башкирские мелодии».
Текст песни в 1946 году впервые записал филолог А. И. Харисовым от башкирского народного певца Шайдуллы Шарифуллина в колхозе «Красный Октябрь» Илишевского района Башкирской АССР, который опубликован в 1954 году в 1-м томе сборника «Башҡорт халыҡ ижады» («Башкирское народное творчество»).
Один из вариантов песни записан в 1961 году филологом Р. З. Шакуровым от Мукарамы Янбаевой, жителя села Кубагушево Кунашакского района Челябинской области. Перевод этих текстов на русский язык внесен в 8-й том серии «Башкирское народное творчество. Песни», составитель — С. А. Галин. Другие варианты текста башкирской народной песни в разное время были записаны Б. С. Баимовым, Ф. А. Надршиной, С. Р. Сальмановым, Л. К. Сальмановой. Ещё один вариант песни под названием «Өй артында тал үҫтерҙең» («Вырастила иву за домом») вошёл в рукописный сборник «Башкирские народные песни».
Два варианта песни на татарском языке вошли в сборник песен казахстанских татар.

## Сюжет
Возникновение песни связано со службой солдат на Оренбургской линии. Название песни связано с рекой Уил (приток реки Урал).

## Исполнители
Среди исполнителей татарские и башкирские певцы И. Г. Шакиров, Р. В. Вагапов, Р. Ильясов, Г. Н. Сулейманова, Р. Ф. Янбеков, С. А. Абдуллин, А. М. Аиткулов, Р. Ф. Янбеков, Ф. Ф. Гараев, З. Г. Махмутов, Р. Р. Магадеев, Ф. Я. Кудашева, Г. З. Сафаргалин, А. Х. Шагиев, ансамбль «Масим-таш», Госансамбль песни и танца РТ и другие. А также музыканты — Р. Н. Юлдашев, А. Д. Рахматуллин, Р. А. Загретдинов, Ф. Г. Габитов и другие.

## Текст песни
Первый вариант
Второй вариант
На татарском

## Обработки песни
- Изменённый напев был использован в песне «Ленин тураһында» («О Ленине»), который был записан фольклористом Л. Н. Лебединским в 1937 году от Ш. Колмухаметовой в деревне Ибраево Зианчуринского района Башкирской АССР[6].
- Татарский композитор М. Нигмедзянов произвел музыкальную обработку песни, после чего включил его под названием «Уел» в свой сборник татарских песен, который был издан в 1976 году[20][9][21][8].
- Башкирский композитор А. Х. Габдрахманов произвел обработку песни для голоса и фортепиано, а также для хора a cappella[6].